# Parque natural Sierra de Hornachuelos
El Parque Natural Sierra de Hornachuelos se sitúa al oeste de la provincia de Córdoba (limitando con el parque natural Sierra Norte de Sevilla) y tiene 60 032 hectáreas entre los términos municipales de Almodóvar del Río, Córdoba, Hornachuelos, Posadas y Villaviciosa de Córdoba. Fue declarado parque natural el 28 de julio de 1989.

## Descripción
En este parque se encuentra uno de los ecosistemas de bosque mediterráneo y de ribera mejor conservados de Sierra Morena. Se trata de una Zona Especial de Conservación (ZEC). Junto al Parque natural de la Sierra Norte de Sevilla y el Parque natural de Sierra de Aracena y Picos de Aroche conforma la Reserva de la Biosfera Dehesas de Sierra Morena.
Este espacio natural contiene una gran diversidad biológica. Entre su flora se encuentra la encina, especie más abundante del parque. En las riberas de los ríos y zonas húmedas vegetan alcornoques, quejigos y acebuches, además de algarrobos e incluso palmitos. El bosque de ribera está formado por álamos, alisos, sauces y fresnos, junto con majuelos, hiedras y adelfas. Entre las especies acuáticas se encuentran ranúnculos y lentejas de agua.
La orografía del parque es muy variada. Está surcado por varios ríos: el Bembézar, junto con su afluente Guadalora, el Retortillo y el Guadiato; embalses como el del Bembézar. Dehesas, densos bosques, abruptos barrancos, cañones y sierras forman el paisaje.
La fauna está formada por una gran variedad de especies de aves, destacando el buitre leonado, buitre negro (una de las mayores colonias de Andalucía), águila real, imperial, perdicera y cigüeña negra. Entre las especies terrestres: conejo, liebre, zorro, nutria, meloncillo, ciervo, muflón, jabalí, lince y lobo.
Dentro de los límites del parque se asientan las poblaciones de Hornachuelos, Posadas, Almodóvar del Río y Villaviciosa de Córdoba; el conjunto arquitectónico de San Calixto, que alberga una comunidad de Carmelitas Descalzos, además de caseríos y fincas.